# أولاد بن العوني (أولاد احميتي)
أولاد بن العوني هو دُوَّار يقع بجماعة أولاد سعيد، إقليم سطات، جهة الدار البيضاء سطات في المملكة المغربية. ينتمي الدوّار لمشيخة أولاد احميتي التي تضم 10 دواوير. يقدر عدد سكانه بـ 314 نسمة حسب الإحصاء الرسمي للسكان والسكنى لسنة 2004.

## روابط خارجية
- البوابة الوطنية للجماعات الترابية
- المندوبية السامية للتخطيط